# Liste der Baudenkmale in Oldenburg (Oldb) – Nadorster Straße
In der Liste der Baudenkmale in Oldenburg (Oldb) – Nadorster Straße stehen alle Baudenkmale der Nadorster Straße in Oldenburg (Oldb). Der Stand der Liste ist das Jahr 2022.

## Allgemein
In den Spalten befinden sich folgende Informationen:
- Lage: die Adresse des Baudenkmales und die geographischen Koordinaten. Kartenansicht, um Koordinaten zu setzen. In der Kartenansicht sind Baudenkmale ohne Koordinaten mit einem roten Marker dargestellt und können in der Karte gesetzt werden. Baudenkmale ohne Bild sind mit einem blauen Marker gekennzeichnet, Baudenkmale mit Bild mit einem grünen Marker.
- Bezeichnung: Bezeichnung des Baudenkmales
- Beschreibung: die Beschreibung des Baudenkmales. Unter § 3 Abs. 2 NDSchG werden Einzeldenkmale und unter § 3 Abs. 3 NDSchG Gruppen baulicher Anlagen und deren Bestandteile ausgewiesen.
- ID: die Objekt-ID des Baudenkmales
- Bild: ein Bild des Baudenkmales, ggf. zusätzlich mit einem Link zu weiteren Fotos des Baudenkmals im Medienarchiv Wikimedia Commons. Wenn man auf das Kamerasymbol klickt, können Fotos zu Baudenkmalen aus dieser Liste hochgeladen werden:

Zurück zur Hauptliste
| Lage                                                  | Bezeichnung               | Beschreibung | ID       | Bild |
| ----------------------------------------------------- | ------------------------- | --- | -------- | ---- |
| Nadorster Straße 8 53° 8′ 53″ N, 8° 12′ 55″ O         | Wohn-/ Geschäftshaus      | 1877 von Mönning & Sohn erbaut. | 37442124 | BW   |
| Nadorster Straße 10 53° 8′ 54″ N, 8° 12′ 55″ O        | Wohn-/ Geschäftshaus      | 1896 von Louis Sievers errichtet. | 37442147 |      |
| Nadorster Straße 12 53° 8′ 54″ N, 8° 12′ 55″ O        | Wohnhaus                  | 1874 von Gerhard Schnitger errichtet. | 37442170 |      |
| Nadorster Straße 52 53° 9′ 3″ N, 8° 13′ 2″ O          | Wohnhaus                  | 1896 errichtet. | 37421837 | BW   |
| Nadorster Straße 105 / 105a 53° 9′ 15″ N, 8° 13′ 8″ O | Wohn-/ Geschäftshaus      | Um 1910 errichtetes Wohn- und Geschäftshaus. | 37421857 | BW   |
| Nadorster Straße 136 53° 9′ 21″ N, 8° 13′ 15″ O       | Wohnhaus                  | 1900 von Christian Friedrich Lunschken errichtet. | 37421897 | BW   |
| Nadorster Straße 139 53° 9′ 23″ N, 8° 13′ 13″ O       | Wohn-/ Geschäftshaus      | 1905/06 von A. Oetken errichtet. | 37421917 | BW   |
| Nadorster Straße 183 53° 9′ 35″ N, 8° 13′ 18″ O       | Klävemannstiftung II      | Zweigeschossiges Doppelwohnhaus an der Einmündung Nadorster Straße / Scheideweg. | 37441296 | BW   |
| Nadorster Straße 183 53° 9′ 35″ N, 8° 13′ 18″ O       | Klävemanndenkmal          | | 37441852 | BW   |
| Nadorster Straße 185 / 187 53° 9′ 37″ N, 8° 13′ 19″ O | Klävemannstiftung II      | Doppelwohnhaus aus den 1890er Jahren mit zwei Wirtschaftstrakten im rückwärtigen Bereich. | 37441296 | BW   |
| Nadorster Straße 189 / 191 53° 9′ 38″ N, 8° 13′ 20″ O | Klävemannstiftung II      | Doppelwohnhaus aus den 1890er Jahren mit zwei Wirtschaftstrakten im rückwärtigen Bereich. | 37441319 | BW   |
| Nadorster Straße 193 / 195 53° 9′ 39″ N, 8° 13′ 21″ O | Klävemannstiftung II      | Doppelwohnhaus aus den 1890er Jahren mit zwei Wirtschaftstrakten im rückwärtigen Bereich. | 37441342 | BW   |
| Nadorster Straße 197 / 199 53° 9′ 40″ N, 8° 13′ 22″ O | Klävemannstiftung II      | Doppelwohnhaus aus den 1890er Jahren mit zwei Wirtschaftstrakten im rückwärtigen Bereich. | 37441365 | BW   |
| Nadorster Straße 201 / 203 53° 9′ 40″ N, 8° 13′ 22″ O | Klävemannstiftung II      | Doppelwohnhaus aus den 1890er Jahren mit zwei seitlich angeordneten Wirtschaftstrakten. | 37441388 | BW   |
| Nadorster Straße 205 / 207 53° 9′ 41″ N, 8° 13′ 23″ O | Klävemannstiftung II      | Doppelwohnhaus aus den 1890er Jahren mit zwei seitlich angeordneten Wirtschaftstrakten. | 37441434 | BW   |
| Nadorster Straße 209 - 217 53° 9′ 43″ N, 8° 13′ 24″ O | Klävemannstiftung II      | Langgestreckter Zweigeschossiger Putzbau mit betontem Mitteltrakt und spiegelsymmetrischen Seitentrakten. Erbaut 1920 als Mehrfamilienwohnhaus mit 12 Sozialwohnungen unterschiedlicher Größe. Architekt: Heinrich Biebel. | 37441876 | BW   |
| Nadorster Straße 219 - 227 53° 9′ 44″ N, 8° 13′ 26″ O | Klävemannstiftung II      | Langgestreckter Zweigeschossiger Putzbau mit betontem Mitteltrakt und spiegelsymmetrischen Seitentrakten. Erbaut 1920 als Mehrfamilienwohnhaus mit 12 Sozialwohnungen unterschiedlicher Größe. Architekt: Heinrich Biebel. | 37441992 | BW   |
| Nadorster Straße 265 53° 9′ 57″ N, 8° 13′ 34″ O       | Tankstelle                | Wohl Typenbau der frühen 50er Jahre. Massivbau, verfliest, unter Flachdach mit verglastem Kassenpavillon. Weitausladendes Vordach ruht im Bereich der Tankinsel auf Pilzstütze.                                            | 41246080 | BW   |
| Nadorster Straße 274 53° 9′ 55″ N, 8° 13′ 38″ O       | Wohn-/ Wirtschaftsgebäude | Niederdeutsches Hallenhaus mit massiven Außenmauern und reetgedecktem Walmdach. Köterstelle 1736 angelegt. | 37437291 | BW   |